# 善行寺 (世田谷区)
善行寺（ぜんぎょうじ）は、東京都世田谷区にある浄土真宗本願寺派の寺院。「烏山寺町」を構成する26の寺院の1つである。

## 概要
江戸時代初期、清伝法師によって開山された。元々は同宗派の西本願寺が創建した浜町御坊（後の築地本願寺）の寺中の寺であった。その後大正期までは、築地本願寺とともに歴史を歩んだ。
1923年（大正12年）の関東大震災に罹災したため、1926年（大正15年）に築地本願寺から分かれて現在地に移転した。
江戸時代は与力・同心の檀家が多かったという。

## 交通アクセス
- 千歳烏山駅より徒歩16分。